# Nahtzugabe
Unter der Nahtzugabe ist beim Zuschneiden von Textilien die Breite des Abstandes zwischen der eigentlichen Naht und der Schnittkante zu verstehen. Diese Zugabe variiert abhängig von der Stoffart und den Nähvorgaben. Beim Arbeiten nach einem Schnittmuster für Kleider sind zum Beispiel für Ärmelkugeln, Armausschnitt- und Halsausschnittkanten 1 cm, für alle übrigen Nähte 2 bis 3 cm zuzugeben. Außerdem ist noch eine Zugabe von 5 bis 7 cm für alle Säume zu berücksichtigen, die Saumzugabe genannt wird.
In der Herrenschneiderei sind Nahtzugaben grundsätzlich 7,5 mm breit. Am Sacco werden an der hinteren Mittelnaht, den Seitennähten und der Seitenteilnaht einseitig breitere Zugaben gelassen, gleiches gilt für die Westenseitennaht, die Gesäßnaht bei Hosen sowie für die Schrittnaht an der Hinterhose. Diese Zugaben sind keine Nahtzugaben im eigentlichen Sinne. Sie werden Einschläge genannt und werden angeschnitten, um bei der Anprobe ausreichend Spielraum für die notwendigen Anpassungen zu haben. Die Einschläge bleiben teilweise auch im fertigen Kleidungsstück bestehen, um die Teile evtl. später auslassen (erweitern) zu können.
Bei Stücken mit Innenfutter wird vor der letzten Wendung die überschüssige Nahtzugabe abgeschnitten, um die Kanten möglichst flach zu halten. Dies betrifft vor allem Artikel, deren Innenseite genauso makellos wie die Außenseite aussehen sollte, beispielsweise Taschen, aber auch Jacken, Saccos oder Blazer, da deren Innenseite häufig beim Tragen ebenfalls sichtbar wird.